# Minettia centralis
Minettia centralis är en tvåvingeart som beskrevs av John Russell Malloch 1933. Minettia centralis ingår i släktet Minettia och familjen lövflugor.
Artens utbredningsområde är Uruguay.